# Monika Christmann
Monika Christmann, né le 5 novembre 1959 à Montabaur, est technologue en boissons, œnologue et directrice de l'Institut d'œnologie de l'Université des sciences appliquées de Geisenheim. De juillet 2015 au 6 juillet 2018, elle a été Présidente de l'Organisation internationale de la vigne et du vin (OIV).

## Biographie
Monika Christmann a étudié la technologie des boissons de 1980 à 1983 à la Fachhochschule Geisenheim. Elle a terminé ses études d'œnologie à l'Université de Giessen en 1985 et a obtenu son diplôme. En 1988, elle a obtenu son doctorat avec une thèse sur "Les changements d'ingrédients avec une attention particulière aux arômes du vin lors de la désalcoolisation des vins par distillation combinée dialyse-aspiration".
Elle a commencé son travail pratique en tant que responsable qualité en recherche et développement chez H. Sichel Söhne GmbH à Alzey. De 1991 à 1993, elle a travaillé comme responsable de laboratoire et "vinificatrice" chez Simi Winery en Californie. En 1994, Monika Christmann a repris la direction du département de gestion des caves de la station de recherche de Geisenheim. Parallèlement, elle a été professeur de gestion de cave à la université de sciences appliquées de Wiesbaden dans le domaine de la viticulture et de la technologie des boissons. Elle poursuit ces deux activités depuis 1994, aujourd'hui à la université de sciences appliquées de Geisenheim et à l'Institut d'œnologie. Elle est également chargée de cours à l'Université Justus Liebig de Giessen. Ses activités de recherche portent sur des questions telles que la gestion de l'alcool dans la production du vin et les agents allergènes de traitement du vin.
Monika Christmann est membre de la délégation allemande à l'OIV depuis 1995. De 2004 à 2010, elle a été présidente du Comité de Technologie du Vin, de 2009 à 2010 présidente de la Commission Œnologique et à partir de 2012 deuxième vice-présidente de l'OIV, Claudia Quini d'Argentine. A l'occasion de la réunion du Comité scientifique et technique de l'OIV du 27 octobre 2011, elle a reçu le titre de Chevalier de l'ordre du Mérite agricole par le Ministère français de l'Agriculture. Lors de la 13e Assemblée générale de l'Organisation internationale de la vigne et du vin lors du "38e Congrès mondial de la vigne et du vin" à Mayence en juillet 2015, Monika Christmann a été élue nouvelle Présidente avec 99% d'approbation des membres votants. A ce titre, elle représente les intérêts de 45 pays dans les domaines de la vigne, du vin, des boissons alcoolisées, des raisins de table, des raisins et autres produits viticoles. Christmann prend le poste de vice-présidente de Regina Vanderlinde, son successeur à la présidence de l'OIV.